# セイユウ記念
セイユウ記念（セイユウきねん）は中央競馬と地方競馬で行われていた競馬の競走である。

## 概要
中央競馬のサラブレッド系重賞競走である農林省賞典セントライト記念（1957年）での優勝など1956年から1959年にかけて49戦26勝（うちサラ戦24戦5勝）の成績をおさめたアングロアラブの名馬・セイユウの名を残す競走として始められた。
当初は中央競馬の重賞競走で、前年まで施行されていた春の読売カップを引き継ぐ形で1974年に創設された。創設当初は中山競馬場の芝2000メートルで行われたが、開催場・距離の度重なる変遷を経た末、中央競馬がアングロアラブ系の競走を廃止することになり、同競走も1995年の開催をもって廃止された。
しかし、同馬の偉業を引き続き称えるため、中央競馬のセイユウ記念を引き継ぐ形でセイユウ賞として東日本地区の各地方競馬場持ち回りの交流重賞に生まれ変わった。異なる主催者に競走が移行するという珍しい例であり、賞金の一部を中央競馬が拠出していた。また、冠競走のひとつとはいえ、冠名の方で親しまれている稀な例でもあった。同様の競走にタマツバキ記念も存在した。
2000年の佐賀競馬場での開催以降全日本セイユウ賞として、出走対象が東日本限定から全国に拡大。しかし地方競馬でもアングロアラブの減少に伴い、2004年の金沢競馬場での競走を最後に廃止された。
他にセイユウの名を冠した競走として、2004年7月、JRAゴールデンジュビリーキャンペーンの名馬メモリアル競走の一つとして「セイユウメモリアル」が福島競馬場芝2000mで施行されカノン（牡4歳・蛯名正義騎乗）が優勝した。この競走はサラブレッド系の中央1000万下特別であった。

## 歴代優勝馬

### 中央競馬
| 回数   | 年月日        | 競馬場 | 距離    | 優勝馬           | 性齢 | タイム | 優勝騎手   | 管理調教師   |
| ------ | ------------- | ------ | ------- | ---------------- | ---- | ------ | ---------- | ------------ |
| 第1回  | 1974年6月16日 | 中山   | 芝2000m | スカイシーダー   | 牡3  | 2:05.5 | 柴田政見   | 柴田不二男   |
| 第2回  | 1975年6月15日 | 中山   | 芝2000m | トクノハルオー   | 牡3  | 2:06.0 | 柴田政人   | 石栗龍雄     |
| 第3回  | 1976年6月20日 | 中山   | 芝2000m | カズマ           | 牡3  | 2:06.4 | 嶋田功     | 見上恒芳     |
| 第4回  | 1977年6月19日 | 中山   | 芝2000m | アームシシリアン | 牡3  | 2:09.3 | 岡部幸雄   | 鈴木清       |
| 第5回  | 1978年6月18日 | 中山   | 芝2000m | タカノトクユウ   | 牝3  | 2:05.3 | 増沢末夫   | 森安弘昭     |
| 第6回  | 1979年7月1日  | 福島   | 芝2000m | パークボーイ     | 牡3  | 2:09.6 | 中島敏文   | 藤本晋       |
| 第7回  | 1980年6月29日 | 福島   | 芝2000m | ギンザン         | 牡3  | 2:08.2 | 坂井千明   | 山崎彰義     |
| 第8回  | 1981年6月28日 | 福島   | 芝2000m | ユーショウマンナ | 牡3  | 2:09.9 | 古小路重男 | 夏村辰男     |
| 第9回  | 1982年7月4日  | 福島   | 芝2000m | アズマスカレー   | 牝3  | 2:04.8 | 小島太     | 高木嘉夫     |
| 第10回 | 1983年7月17日 | 新潟   | 芝1600m | ダイドルマン     | 牝5  | 1:37.4 | 増沢末夫   | 小林稔       |
| 第11回 | 1984年7月22日 | 新潟   | 芝1600m | ウルフケイアイ   | 牡3  | 1:36.3 | 小島太     | 元石正雄     |
| 第12回 | 1985年7月21日 | 新潟   | 芝1600m | ウルフケイアイ   | 牡4  | 1:36.0 | 小島太     | 元石正雄     |
| 第13回 | 1986年7月13日 | 札幌   | ダ1800m | ミトモスイセイ   | 牡4  | 1:51.9 | 郷原洋行   | 尾形盛次     |
| 第14回 | 1987年7月19日 | 札幌   | ダ1800m | ワクセイ         | 牡4  | 1:55.4 | 玉井智光   | 宮沢今朝太郎 |
| 第15回 | 1988年7月17日 | 札幌   | ダ1800m | アキヒロホマレ   | 牡3  | 1:54.1 | 柴田政人   | 坪憲章       |
| 第16回 | 1989年7月16日 | 函館   | ダ1700m | ショウブラッキー | 牡3  | 1:49.2 | 細川英二   | 新関力       |
| 第17回 | 1990年7月15日 | 札幌   | ダ1700m | トキノリバティー | 牡3  | 1:45.8 | 横山典弘   | 古賀史生     |
| 第18回 | 1991年7月14日 | 札幌   | ダ1700m | ヒロタイム       | 牝5  | 1:49.2 | 蓑田早人   | 鈴木勝美     |
| 第19回 | 1992年7月19日 | 札幌   | ダ1700m | ヒロタイム       | 牝6  | 1:45.6 | 柴田政人   | 鈴木勝美     |
| 第20回 | 1993年7月18日 | 札幌   | ダ1700m | シゲルホームラン | 牡3  | 1:48.0 | 藤田伸二   | 梅内忍       |
| 第21回 | 1994年9月18日 | 函館   | ダ1700m | シゲルホームラン | 牡4  | 1:50.7 | 千田輝彦   | 梅内忍       |
| 第22回 | 1995年7月22日 | 札幌   | ダ1700m | シゲルホームラン | 牡5  | 1:47.2 | 千田輝彦   | 梅内忍       |

- 優勝馬の馬齢は2000年以前も現表記を用いる。

### 地方競馬
| 年月日         | 競馬場 | 距離    | 優勝馬             | 性齢 | 所属   | 騎手     | 調教師   |
| -------------- | ------ | ------- | ------------------ | ---- | ------ | -------- | -------- |
| 1996年9月16日  | 新潟   | ダ1800m | ジョセツローゼン   | 牡4  | 岩手   | 菅原勲   | 佐藤敏彦 |
| 1997年10月26日 | 上山   | ダ1800m | エルデンライデン   | 牡7  | 岩手   | 菅原勲   | 千葉博   |
| 1998年11月3日  | 盛岡   | ダ1800m | ホーエチャンピオン | 牡3  | 北海道 | 坂下秀樹 | 原孝明   |
| 2000年3月5日   | 佐賀   | ダ2400m | アキフジクラウン   | 牡5  | 福山   | 岡田祥嗣 | 吉井英隆 |
| 2001年1月30日  | 荒尾   | ダ2150m | メグミダイオー     | 牡6  | 荒尾   | 吉井浩和 | 平山良一 |
| 2001年6月24日  | 金沢   | ダ2100m | ワシュウジョージ   | 牡5  | 兵庫   | 小牧太   | 曾和直榮 |
| 2002年7月2日   | 金沢   | ダ2100m | マリンレオ         | 牡6  | 愛知   | 宇都英樹 | 戸澤肇   |
| 2003年8月4日   | 金沢   | ダ2100m | マリンレオ         | 牡7  | 愛知   | 山田崇史 | 戸澤肇   |
| 2004年8月15日  | 金沢   | ダ2100m | スイグン           | 牡4  | 福山   | 片桐正雪 | 千同武治 |

- 地方競馬の会計年度（4月から翌年3月）の関係で1999年は施行なし。2001年は2回施行。
- 競走名：1996年～1998年 セイユウ賞、2000年 全日本セイユウ賞第10回アラブ大賞典（佐賀）、2001年1月 全日本セイユウ賞第11回アラブ大賞典（荒尾）、2001年6月～2004年 セイユウ記念第14回～第17回アラブグランプリ
- 出走条件：1996年 3～4歳限定、1997年～1998年 3歳以上、2000年 4歳以上、2001年 4歳以上、2002年～2004年 3歳以上
- 優勝馬の馬齢は2000年以前も現表記を用いる。